# Bartolomeo Colleoni
«Бартоломео Коллеоні» (італ. Bartolomeo Colleoni) — військовий корабель, легкий крейсер типу «Альберто да Джуссано» Королівських ВМС Італії за часів Другої світової війни.

## Історія створення
«Бартоломео Коллеоні» був закладений 21 червня 1928 року на верфі компанії Gio. Ansaldo & C. в Генуї, спущений на воду 21 грудня 1930 року. 10 лютого 1932 року увійшов до складу Королівських ВМС Італії. Свою назву отримав на честь кондотьєра Бартоломео Коллеоні.

## Історія служби

### Довоєнна служба
Після вступу у стрій крейсер був зарахований до складу 2-ї ескадри крейсерів.
Брав участь у підтримці франкістів під час громадянської війни в Іспанії, супроводжуючи транспорти зі зброєю та проводячи розвідку.
Під час японсько-китайської війни європейські країни, в тому числі Італія, тримали свої кораблі в китайських водах. «Бартоломео Коллеоні» прибув у Шанхай у листопаді 1938 року, де замінив «Раймондо Монтекукколі».

### Друга світова війна
З початком Другої світової війни крейсер був відкликаний до Італії, куди прибув 28 жовтня 1939 року.
«Бартоломео Коллеоні» разом з крейсером «Банде Нере» утворив 2-гу бригаду крейсерів 2-ї ескадри. Зі вступом Італії у війну 10 червня 1940 року вони здійснили постановку мінних полів у Сицилійській протоці. Потім декілька разів здійснювали пошуки ворожих торгових суден.
6 липня 1940 року з Неаполя до Бенгазі вирушив конвой (1 лайнер, 4 транспорти, 5 есмінців ескорту). Ближнє прикриття здійснювали «Бартоломео Коллеоні» та «Банде Нере». Під час проводки конвою сили дальнього прикриття вступили у бій з британським Середземноморським флотом біля Пунта Стіло.

#### Загибель
Італійське командування вирішило перебазувати бригаду крейсерів на остів Лерос (Додеканес), де вони мали би завдавати ударів по британському судноплавству в Егейському морі.
17 липня бригада під командуванням контр-адмірала Фердінандо Касарді вирушила в похід. Прибуття на базу очікувалось о 14:00 19 липня.
18 липня 2-га британська флотилія у складі 4 есмінців («Гейсті» «Гіперіон» «Хіроу» «Айлекс» ) під командуванням капітана Ніколсона вирушила з Александрії для розвідки мінних полів та пошуку ворожих підводних човнів поблизу Криту. За ними вирушили крейсер «Сідней» та есмінець «Хавок».
19 липня о 6:00 кораблі зустрілись в Антикітерській протоці. Італійська розвідка була дуже слабою. Італійці прийняли загін есмінців за ескорт конвою та відкрили по ньому вогонь. Англійці запросили підмогу. «Сідней» пішов на перехоплення. О 7:30 він відкрив вогонь по італійських кораблях. В «Бартоломео Коллеоні» влучило декілька снарядів. Влучання одного з них о 8:24 вивело з ладу  рульове управління. Наступний снаряд вибухнув біля бойової рубки, спричинивши значні втрати особового складу. Але фатальним виявилось влучання наступного снаряду. Він влучив у котельні відділення, внаслідок чого був пробитий трубопровід подачі води, крейсер втратив хід. Всі британські кораблі зосередили вогонь на «Бартоломео Коллеоні». О 8:30 крейсер був повністю охоплений полум'ям і капітан Умберто Новаро віддав наказ залишити корабель. Але в цей час есмінці «Айлекс» та «Хавок» випустили торпеди, дві з яких влучили у крейсер. Перша влучила у борт перед першою баштою, внаслідок чого носова частина відірвалась та затонула. Друга торпеда влучила у середню частину корабля. Крейсер перекинувся на бік та затонув. Загинув 121 член екіпажу.
525 членів екіпажу, в тому числі капітан корабля Умберто Новаро, були підібрані британцями.
Капітан Умберто Новаро помер у госпіталі в Александрії. На його похорони прийшли моряки кораблів, що брали участь у битві, в тому числі командувач британського з'єднання під час битви капітан Коллінз.
Умберто Новаро посмертно був нагороджений золотою медаллю «За військову доблесть».